# Uroobovella vitzthumi
Uroobovella vitzthumi es una especie de arácnido del orden Mesostigmata de la familia Urodinychidae.

## Distribución geográfica
Se encuentra en Paraguay.